# تسوتومو كيتادي
تسوتومو كيتادي (باليابانية: 北出 勉) (18 سبتمبر 1978 في أساهيكاوا في اليابان – )؛ هو لاعب كرة قدم ياباني سابق كان يلعب كمدافع.

## وصلات خارجية
- تسوتومو كيتادي على موقع رابطة كرة القدم اليابانية للمحترفين (اليابانية)